# Saudi National Bank
Pour les articles homonymes, voir National Commercial Bank.
Saudi National Bank (SNB), également connu sous le nom de SNB AlAhli (arabe : البنك الأهلي السعودي) et anciennement connue sous le nom de National Commercial Bank (NCB) est la première banque saoudienne ainsi que du monde arabe en biens propres, et l'une des pionnières en finance islamique dans le monde.  Elle reste la première institution financière du royaume et de la région.

## Histoire
La National Commercial Bank a été la première banque saoudienne autorisée, en vertu du décret royal du 26 décembre 1953. 
La Banque a été constituée en société en nom collectif, de sa fondation en 1953 jusqu'au 1er juillet 1997, quand elle a été reconstituée en tant que société par actions.
En 1999, le gouvernement, via le ministère du Fonds Public d'Investissement public (FIP), a acquis une participation majoritaire dans la Banque.
En 2010, la Banque exploite 284 agences et 1 626 guichets automatiques en Arabie Saoudite, la banque comte plus de 2 300 000 clients et 5443 employés.
En juin 2020, NCB annonce un accord préliminaire pour fusionner ses activités avec Samba Financial Group, une banque saoudienne plus petite, pour créer un ensemble gérant 214 milliards d'actifs. Cette fusion est confirmée en octobre 2020.

## Participation
La National Commercial Bank détient : 
- 90,424 % du capital de la PNE, la première banque d'investissement du royaume,
- 64,68 % du Turkiye Finans Bankasti Katilim (TFKB), la banque leader en banque islamique de Turquie.

## Management
Depuis 1999, un nouveau conseil d'administration a été formé sous la présidence de M. Abdulla Bahamdan Salem, réélu comme président du conseil d'administration pour le mandat actuel. 
M. Abou Abdulkareem Alnasr a été nommé directeur général le 1er octobre 2005, puis premier directeur exécutif (CEO) au 1er janvier 2006.